# 斯塔夫基 (敖德薩區)
46°52′36″N 30°48′47″E / 46.87667°N 30.81306°E
斯塔夫基（羅馬化：Stavky）是位於烏克蘭西南部的村莊，由敖德萨州敖德萨区的多布羅斯拉夫市鎮負責管轄。該村始建於1940年，面積0.27平方公里，海拔高度80米，2001年人口175，人口密度每平方公里648.15人。